# روتنیم

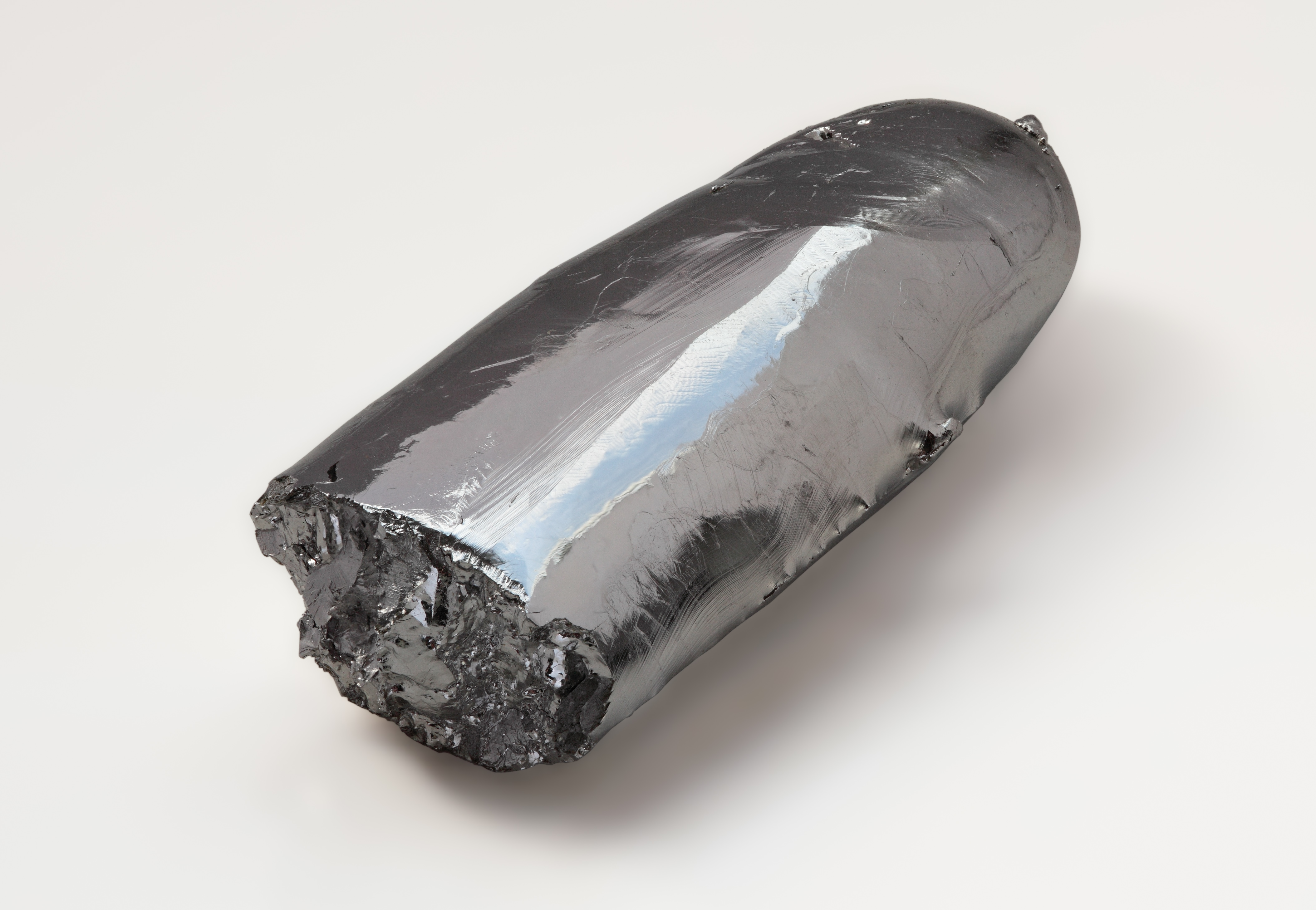
روتنیوم

روتنیوم (به انگلیسی: Ruthenium) یک عنصر شیمیایی با نماد Ru و عدد اتمی ۴۴ است. این عنصر یک فلز واسطه نادر است که متعلق به گروه پلاتین جدول تناوبی است. مانند سایر فلزات گروه پلاتین، روتنیم نسبت به سایر مواد شیمیایی بی اثر است. کارل ارنست کلاوس، دانشمند روسی‌تبار از نژاد بالتیک-آلمانی این عنصر را در سال ۱۸۴۴ در دانشگاه دولتی کازان کشف کرد و به افتخار روسیه روتنیم نامید. روتنیوم معمولاً به عنوان یک عنصر جزئی در سنگ معدن‌های پلاتین یافت می‌شود. تولید جهانی سالانه از حدود ۱۹ تن در سال ۲۰۰۹ به حدود ۳۵٫۵ تن در سال ۲۰۱۷ رسیده‌است. بیشتر روتنیوم تولید شده در کنتاکت‌های الکتریکی مقاوم در برابر سایش و مقاومت‌های لایه-ضخیم استفاده می‌شود. یک کاربرد جزئی برای روتنیم در آلیاژهای پلاتین و به عنوان یک کاتالیزور شیمیایی است. یک کاربرد جدید روتنیوم استفاده از آن به عنوان لایه درپوش برای فتوماسک‌های فرابنفش شدید است. روتنیوم به‌طور کلی در سنگ معدن‌های دیگر فلزات گروه پلاتین در کوه‌های اورال و در آمریکای شمالی و جنوبی یافت می‌شود.

## خواص
روتنیم عنصری است فلزی با عدد اتمی ۴۴٬درگروه VIII و دوره پنجم جدول تناوبی جای دارد. جرم اتمی ۱۰۱٫۰۷ ٬ظرفیتها ۳٬۴٬۵٬۶٬۸ است دارای هفت ایزوتوپ پایدار است.

## مشخصات
جامد سفید نقره‌ای از گروه پلاتین. جرم حجمی ۱۲٫۴۱ ٬نقطه ذوب ۲۳۳۴٬نقطه جوش ۴۱۵۰، سختی برینل ۲۲۰. با اسیدها واکنش نمی‌دهد٬اما اکسیدکننده‌ها بر آن موثرند

## تولید
سالانه تقریباً ۳۰ تن روتنیم استخراج می‌شود و ذخایر جهانی آن ۵۰۰۰ تن تخمین زده می‌شود. ترکیب مخلوط فلزات استخراج شده از گروه پلاتین (PGM) بسته به تشکیل ژئوشیمیایی بسیار متفاوت است. به عنوان مثال، PGMهای استخراج شده در آفریقای جنوبی به‌طور متوسط ۱۱٪ روتنیم دارند در حالی که PGMهای استخراج شده در اتحاد جماهیر شوروی سابق تنها حاوی ۲٪ (۱۹۹۲) روتنیم است. روتنیم، اوزیم و ایریدیم از فلزات جزئی گروه پلاتین محسوب می‌شوند.
روتنیم، مانند سایر فلزات گروه پلاتین، به عنوان محصول جانبی فرآوری تجاری سنگ معدن نیکل، مس و فلزات پلاتین بدست می‌آید. در طی تصفیه الکتریکی مس و نیکل، فلزات نجیب مانند نقره، طلا و فلزات گروه پلاتین به عنوان گِل آند رسوب می‌کنند.

## کاربرد
تقریباً ۳۰٫۹ تن روتنیم در سال ۲۰۱۶ مصرف شده‌است که ۱۳٫۸ تن از آن در کاربردهای الکتریکی، ۷٫۷ تن در کاتالیست‌ها و ۴٫۶ تن در الکتروشیمی مصرف شده‌است.
از آنجا که روتنیم آلیاژهای پلاتین و پالادیوم را سخت می‌کند، روتنیوم در کنتاکت‌های الکتریکی استفاده می‌شود، که در آن یک فیلم نازک برای دستیابی به دوام مطلوب کافی است. با خصوصیات مشابه و هزینه کمتر نسبت به رودیم، عمده‌ترین کاربرد روتنیم کنتاکت‌های الکتریکی است. لایه روتنیوم با آبکاری یا پاشش به فلز پایه الکترود و کنتاکت الکتریکی اعمال می‌شود.
از دی‌اکسید روتنیم همراه با روتنات‌های بیسموت و سرب در مقاومت‌های تراشه ای لایه-ضخیم استفاده می‌شود. این دو کابرد الکترونیکی ۵۰٪ از مصرف روتنیم را تشکیل می‌دهند.
روتنیوم به ندرت با فلزات خارج از گروه پلاتین، که مقادیر کمی برخی از خواص را بهبود می‌بخشد، آلیاژ می‌شود. مقاومت بیشتر در برابر خوردگی در آلیاژهای تیتانیوم منجر به تولید آلیاژ مخصوصی با روتنیوم ۰٫۱٪ می‌شود.